# اوشتال قشلاق
اوشتال قشلاق (به لاتین: Uştalqışlaq) یک منطقه مسکونی در جمهوری آذربایجان است که در شهرستان اسماعیل‌لی واقع شده‌است. اوشتال قشلاق ۲۳۳ نفر جمعیت دارد.